# Ingeborg Bachmann Prisen
Ingeborg Bachmann Prisen (ty.: Ingeborg-Bachmann-Preis) er en betydende litteraturpris for tysksproget litteratur, der hvert år uddeles i Klagenfurt i Østrig.
Prisvinderen findes ved en tre-dages læse-marathon, hvor 18 på forhånd udvalgte kandidater kappes om at imponere både publikum og de ni medlemmer af den professionelle jury. Sammen med prisen følger 25.000 Euro.
Konkurrencens hovedpris gives til minde om Ingeborg Bachmann, der er en af mest ansete østrigske forfattere. Med årene er endvidere kommet følgende priser til, der også uddeles under arrangementet:
- Telekom-Austria-Preis (siden 2005, 10.000 Euro)
- 3sat-Preis (stiftet af 3sat, 7.500 Euro)
- Ernst-Willner-Preis (Indstiftet af flere tyske forlag, 7.000 Euro)
- Kelag-Publikumspreis (siden 2002, fra 2008 uddelses 6.000 Euro)

## Vindere af Ingeborg Bachmann Prisen
- 2023 Valeria Gordeev: Er putzt
- 2022 Ana Marwan: Wechselkröte
- 2021 Nava Ebrahimi: Der Cousin
- 2020 Helga Schubert: Vom Aufstehen
- 2019 Birgit Birnbacher: Der Schrank
- 2018 Tanja Maljartschuk: Frösche im Meer
- 2017 Ferdinand Schmalz: mein lieblingstier heißt winter
- 2016 Sharon Dodua Otoo: Herr Gröttrup setzt sich hin
- 2015 Nora Gomringer: Recherche
- 2014 Tex Rubinowitz: Wir waren niemals hier
- 2013 Katja Petrowskaja: Vielleicht Esther
- 2012 Olga Martynowa: Ich werde sagen: ‚Hi!‘
- 2011 Maja Haderlap: Im Kessel
- 2010 Peter Wawerzinek: Rabenliebe
- 2009 Jens Petersen (forfatter): Bis dass der Tod
- 2008 Tilman Rammstedt:Der Kaiser von China
- 2007 Lutz Seiler: Turksib
- 2006 Kathrin Passig: Sie befinden sich hier
- 2005 Thomas Lang: Am Seil
- 2004 Uwe Tellkamp: Der Schlaf in den Uhren
- 2003 Inka Parei: Uddragene fra romanen Was Dunkelheit war
- 2002 Peter Glaser: Geschichte vom Nichts
- 2001 Michael Lentz (forfatter): Muttersterben
- 2000 Georg Klein: Uddrag fra en lang prosatekst
- 1999 Terézia Mora: Der Fall Ophelia
- 1998 Sibylle Lewitscharoff: PONG.
- 1997 Norbert Niemann: Wie man's nimmt
- 1996 Jan Peter Bremer: Der Fürst spricht
- 1995 Franzobel: Die Krautflut
- 1994 Reto Hänny: Guai
- 1993 Kurt Drawert: Haus ohne Menschen. Ein Zustand
- 1992 Alissa Walser: Geschenkt
- 1991 Emine Sevgi Özdamar: Das Leben ist eine Karawanserei
- 1990 Birgit Vanderbeke: Das Muschelessen
- 1989 Wolfgang Hilbig: Eine Übertragung
- 1988 Angela Krauß: Der Dienst
- 1987 Uwe Saeger: Ohne Behinderung, ohne falsche Bewegung
- 1986 Katja Lange-Müller: Kaspar Mauser – Die Feigheit vorm Freund
- 1985 Hermann Burger: Die Wasserfallfinsternis von Bad Gastein
- 1984 Erica Pedretti: Das Modell und sein Maler
- 1983 Friederike Roth: Fra Das Buch des Lebens
- 1982 Jürg Amann: Rondo
- 1981 Urs Jaeggi: Ruth
- 1980 Sten Nadolny: Kopenhagen 1801
- 1979 Gert Hofmann: Die Fistelstimme
- 1978 Ulrich Plenzdorf: kein runter kein fern
- 1977 Gert Jonke: Erster Entwurf zum Beginn einer sehr langen Erzählung